# Acaromyces ingoldii
Acaromyces ingoldii är en svampart som beskrevs av Boekhout, Scorzetti, Gerson & Sztejnb. 2003. Acaromyces ingoldii ingår i släktet Acaromyces, klassen Exobasidiomycetes, divisionen basidiesvampar och riket svampar.   Inga underarter finns listade i Catalogue of Life.